# Chort
Chort, ook wel Chertan genoemd (theta Leonis) is een ster in het sterrenbeeld Leeuw (Leo).